# 張惠 (弘治進士)
張惠（1473年—？），字天澤，山東登州府寧海州（今煙台市牟平區）養馬島西張家莊人，民籍，明朝政治人物。

## 生平
弘治十七年（1504年）甲子科山東鄉試第十八名。弘治十八年（1505年）乙丑科會試第二百十五名，第三甲第一百六十六名進士。任陝西咸寧縣知縣，陞工部主事。嘉靖二年（1523年）以郎中陞河南彰德府知府，奏請革除臨彰王府、振國將軍祿米三分之一，謫其家人七人充邊戍。張惠降河東鹽運司同知，憤懣而卒。民國《牟平縣志》有傳。

## 家族
曾祖父張某；祖父張全；父張通，母馬氏。具庆下。